# سي فريدمان
سي فريدمان (بالإنجليزية: Sy Friedman)‏ هو أستاذ جامعي ورياضياتي أمريكي، ولد في 6 مايو 1953 في شيكاغو في الولايات المتحدة.